# Йовица Станишич
Йовица Станишич (на сръбски: Јовица Станишић) е ръководител на сръбската тайна полиция (Управление за държавна сигурност) в периода 1992 – 2000 г. по време управлението на Слободан Милошевич.
През 2003 г. Станишич е арестуван и предаден на Хагския трибунал, където е съден по обвинения за организиране на военни престъпления по време на Югославските войни, но през 2013 година е оправдан. По време на процеса става известно, че докато ръководи сръбската държавна сигурност Станишич е сътрудничил активна на американското Централно разузнавателно управление.|}}